# 盜墓筆記
《盜墓筆記》是中國作家南派三叔于2006年6月26日首发于鬼吹灯百度贴吧的网络小说，并同年7月6日在起点中文网连载。單行本全9卷。《盜墓筆記》的完結篇於2011年12月19日上市。

## 概要
小說單行本第七卷初版由时代文艺出版社出版，再版由上海文化出版社出版；周邊書籍由万卷出版公司、知音书局、长江出版社等出版社出版。因審查制度對作者原文有所刪改。在台灣由普天出版社出版正體中文版。2012年在雜誌《超好看》上連載《藏海花》。《藏海花》是《盗墓笔記》中人物張起靈的外傳，敘述張起靈遇到吳邪等人之前的故事。之后又推出《盗墓笔記少年篇：沙海》，實体書已出版4本。2013年3月22日，南派三叔在新浪微博發布消息，宣布不堪壓力，不再進行文学創作，但保留“南派三叔”作為笔名。2013年9月1日，華龍網和重慶商報表示南派三叔於後年將出續集。2014年6月5日，南派三叔委托律師發布声明，收回《盗墓笔記》系列电影的相關版權。2015年8月17日，南派三叔於微博發表十年之約接小哥最終結局。2018年凭借连载《盗墓笔记重启·极海听雷》复出，2007-2010年期间也著有《大漠苍狼》、《黄河鬼棺》、《怒江之战》等作品。

## 劇情介紹
故事起源於1952年，主角吳邪的祖父吳老狗在長沙的血屍墓裡發現戰國帛書，而引發後來吳邪從帛書解謎途中的一段段冒險。五十年後，吳邪一個看似單純的吳家富二代，大學畢業後便經營著古董店，日子過一天是一天，殊不知其身世冒險之離奇，因為發現先人筆記中一個秘密就此展開。抱著好奇和一顆想見世面的心，他硬是跟上他三叔及一群盜墓高手的魯王宮之旅，欲解開帛書之謎。在這個過程中他遇見了悶油瓶（张起灵）和胖子。在途中，很多他一輩子都沒見過的東西，或是連想都沒想過的東西，一個接著一個出現。遭遇的每件事，越來越離奇。就在他發現自己的生活滿是謎題，並欲尋求解答時，唯一的線索──「三叔」卻消失了。不甘放棄的吳邪，決定追根究柢，也開始了今後不凡但卻不為人知的冒險旅程。

## 人物介紹
- 吳邪

主角，出老九門吳家，大學讀的是建築工程。大學畢業後就自己開古董店，做古董生意，有一名店叫吴山居，小二叫王盟，故事從他跟著本家三叔倒斗而開始。因名字諧音被王胖子戲稱是天真無邪、天真。在七星魯王宮誤食麒麟竭，因此血液有時類似張起靈，起到驅蟲避邪功用。小時候用來練字的所有字帖皆為齊羽所寫，为了迷惑一个并没有名字但与“老九门”牵扯极大的被称为“它”的组织而从小培养长大，但吴邪本人并不知情，與齊羽的關係原著未解。
張起靈在故事最後代替吳邪進入青銅門守著，據張起靈所述，這次看守其实应该轮到吴邪本人。後來因為老九门人不遵守约定而代替，張起靈本人希望吴邪能在10年后来长白山雲顶天宫来找他，接替此十年之約。
- 張起靈

本名不詳，清末生人，道上人称“哑巴张”，起靈並非其本名，通稱小哥，被族裡選為的族長繼承人後，張起靈遂成為他的名字。寡言少語，被吳邪私下叫悶油瓶。身懷絕技，身手絕頂，右手擁有兩隻奇長的手指，乃經過訓練的發丘指，常以手指觸摸探測古墓中的機關，他精通古墓所用的機關、出沒兇怪，故眾人都十分倚仗他，書中數次寫道：「只要小哥臉色一變，就表示將有極為凶險之事會發生。」出身來歷一片空白，本人也失去過去記憶，此乃张家的惯有失魂症，于是其靠盜墓一路追查自己的過去。雖然寡言，但文中只要可以救人他絕不會放棄。最后在盜八，代替吴邪進入了长白山雲頂天宮青铜门，守護『終極』。
另在西沙古墓篇展現出縮骨功以及絕佳的演技扮演成另一人，被吴邪称“奥斯卡影帝”，因經常在行動中失蹤又出現，有"職業失蹤人口"之稱，又被吳邪形容:「這傢伙在斗裡機靈，在外面属于"生活九級傷殘者"」。
整個盜墓筆記雖然是以吳邪為視角陳述，但是關於他的過去以及一切謎團方為整部故事的核心。吳邪猜測因張家族內通婚，導致遺傳的失憶症每隔一段時間就會發作。《大結局：下》将鬼玺交给吴邪，与吴邪定下十年之约。最后回到长白山独守『終極』。
- 胖子

從北京來的摸金校尉。擁有豐富的倒斗經驗，可以說是吳邪的患難之交，也可称之为损友，加上張起靈稱「鐵三角」，於魯王宮時認識，隨後在西沙、長白山、塔木陀直至廣西，都和主角一起行動。擁有的知識和身手雖不及張起靈，但是其直覺的思考和行動方式有時候往往能擺脫眼前的困境。但是由於其手腳不乾淨且對冥器過分的執著，在關鍵時刻往往會顯得不靠譜。從張家古樓逃脫出來後，又因心上人雲彩死後心情遲遲不得平復所以留在巴乃。
- 吳一窮

吳邪的父親，是最不管事的讀書份子。娶的老婆為杭州官宦之後，脾氣大，有陣子天天鬧離婚。年輕時從事地質考察，自南到北支邊。為吳家族長，在《賀歲篇》及《他們在做什麼集》、《吳家碎碎念》等小段子均有出場。
- 吳二白

通稱二叔，吳家老二，根據主角的敘述，是長沙有名的刺頭，無人敢惹，似乎是三叔唯一畏懼的對象，在廣西曾率隊拯救陷入危機的主角一行人。原是吳老狗安排的接班人，但被其弟吴三省接手工作，为人似乎有些狡狯，十分会欺骗他人，被吴邪称为是“二叔他要是想骗你，你要是去查肯定什么都查不出”。
- 吳三省

通稱三叔，吳家老三，倒斗的老行家。武功极高！在西沙盗墓界极具盛名，手下盘口无数，住址下有一个神秘的藏身洞与一个南皇陵。与解连环有十分紧密的关系，一度让吴邪疑惑，最后结局解开谜底。第一部中突然像是理解20年前西沙考古隊而展開行動，連帶主角一行只得追隨展開冒險。到最後才解開圍繞他的整個謎團，後於西王母宮失蹤，生死不明。
- 潘子

吳三省的得力伙計，是越戰退休老兵，因為曾經被吳三省所救，因此相當尊敬吳三省，尊稱其為「三爺」。連帶著叫吳邪時也叫著小三爺。原本已經在柴達木塔木陀後退出倒斗這行，在吳邪的請求下重出江湖。在張家古樓時困在岩石中，掩護吳邪逃脫後舉槍自盡，是一个极具英雄色彩的人物，据悉，他在死亡之前唱的歌让许多书迷泪流满面。
- 陳文錦

陳皮阿四的女兒，吳三省的老相好，留洋的女研究生，是20年前西沙考古隊的領隊。她所發現的一切事物直接影響了主角們的行動，她存放在格爾木解放軍療養院地下室的筆記幫助了吳邪解開許多謎團，並且在西王母宮殿時和主角重逢。之後爬進天石中的洞穴後失蹤。
- 王盟

吳邪店裡的伙計，平時是個老實小伙子。在結局時曾提出辭職后经吴邪加薪才留下，在《少年篇》還有出現，在墨脱被吴邪辞退。在番外篇《十年之約接小哥》中透露，因為對瓶邪十年之約有不同利弊考量而反對老闆吳邪赴約，兩人甚至撕破臉。他千方百計干擾吳邪，終因無法阻止老闆而放棄。
- 裘德考

一個老外，本名考克斯·亨德烈，中文名為裘德考，在長沙的教會學校工作，是民國時期隨著當時的東進潮來中國的美國人之一。他和吳邪的爺爺有生意上的往來，但他沒有把吳邪的爺爺當成是一個和他平等的人。吳邪的爺爺在事後知道，在私底下他稱呼吳邪的爺爺為臭蟲。骗取了吴邪爷爷的一切积蓄且害死了很多人。对吴邪不怀好意？大力投入尋找張家古老及長生不死的秘密，連公司註冊號都使用戰國帛書上譯出的密碼：02200059。帮助了吴邪破解某些古董的神奇数字。
- 阿寧

裘德考底下的人，擁有不錯的身手和明艳的长相，是個精明能幹的女人，但有時也給人危險的感覺。曾在海底墓中刻意觸發蓮花箭機關想害死主角，也曾帶主角上塔木陀。在塔木陀遭雞冠蛇袭击意外中毒而亡。
- 大奎

主角在七星魯王宮時所遇到的夥伴，胆小、力气大。可是因為不注意悶油瓶的警告，一把抓住帶有強烈毒性的屍蹩王，中毒身亡。
- 解子揚

又稱老癢，和吳邪是從小一起長大的玩伴，雖然同姓解，但據三叔表示，跟老九門中的解家無關係。在之前與其老表於秦嶺探險後，困在裡面等死。但是發現自己有「物質化」的能力，所以仍可「死而復生」，老癢因而成為了『恍惚的上帝』。為了擺脫物質化的瓶頸，促吳邪再次與自己重遊秦嶺，後來吳邪才了解整件事的始末。最后留给吴邪的书信中说是去了海外。
- 解連環

西沙考古隊一員，解九爺六個兒子中最聰明的一位，三歲解開九連環，以此得名。因解家跟吳家過去有一段糾葛，使得長一輩之間總感覺有點彆扭。为了更大的阴谋，他把自己的身份跟吴三省调换。
第一季結尾時自述二十年前和吳三省掉換身分，但第二季大結局揭露其實是兩人互相使用「吳三省」的身分。在正牌吳三省失蹤於西王母國後，第二季大結局時在吳三省住處地下室被吳邪發現，後留了一封信和吳邪說明事件始末，並於在吳三省家周圍縱火抹去事件證據後失蹤。
- 華和尚

陳皮阿四的手下，死於雲頂天宮。
- 葉成

陳皮阿四的手下，死於雲頂天宮。
- 郎風

陳皮阿四的手下，死於雲頂天宮。
- 順子

吳邪一行人於長白山的嚮導，父親在十幾年前也曾率領一群人進山，但是卻一去不返；為了尋找父親的下落，接受三叔的條件帶領主角尋找雲頂天宮。
- 黑瞎子

謎一般的高手，武功略遜張起靈一籌，為阿寧公司為找尋西王母宮請來的高手，實則為三叔安排的內應。常戴上黑眼鏡，在黑暗中也能看清！
在續篇《沙海》中透露，實為滿清貴族後裔，姓齊，與齊羽為同一家族。（詳見8/26沙海吧訪談）
《沙海》中受吳三省之託協助吳邪實現計畫，並擔任其師傅。（詳見《黑瞎子師傅篇系列短篇》）
在德國有一个音樂和解剖学的學位。
沙海篇收蘇萬為徒。
- 霍玲

霍秀秀的姑姑，為17年前西沙考古隊一員，之後似乎感染不明疾病。依據陳文錦的說法，吳邪在格爾木地下疗养院所遇到的禁婆就是霍玲異化之後變成的。
- 霍秀秀

和吳邪同輩的老九門後裔。长相乖巧可人但也会洗刷他人，心思似乎很深，调查了自己的姑姑很久，给吴邪提供了很大的帮助。得知霍老太太死後有崩潰了好一陣子。（出場年齡19歲，铁三角大闹新月饭店时）後依霍老太之信，成為霍家當家。但霍家因遭逢大變，而暗潮洶湧。
- 解雨臣

藝名解語花，被吳邪稱為小花，人稱花兒爺。解連環之子－－據三叔《九門回憶》。出場年齡26歲，但自8歲就開始當家。表面上的職業是北京有名的花旦，但實際上是老九門中解家的當家，在四川的岩壁上展現其不凡之身手。自幼随老九门中的二月红学花鼓戏，精通缩骨，易容等功夫。於張家古樓受了嚴重的傷，出來後還因此轉去美國的醫院療傷。
被三叔其本質跟吳邪是同型的，但因為不得不背負的家業及祖父遺命而做出抉擇，所以「他知道吳邪要成長、要強大只有一條路可以走，但同時自己又很抗拒吳邪去走那麼一條路。所以對吳邪來說小花是可以依靠的，他比小哥的那種依靠更為人性化一點。」－據三叔2011/5/2 三叔見面會答話。
与吴邪曾是旧时好友，因为当时正在学戏剧中青旦的角色，被吴邪误认为女生（也有一种说法是小时候被吴邪求过婚。
- 齊羽

在《秦岭神树》一部中出现过一次的人物，是吴邪在梦境中听说到的名字。20年前西沙考古隊一員。吳邪被刻意培養成齊羽，為了弄混「它」。
與黑瞎子為同家族的後裔。（詳見8/26沙海吧訪談）

### 老九門
- (1)张启山

老九門之一，上三門中的第一家，因家里有尊不知名的大佛雕像故被人称作“张大佛爷”，是1970年間“史上最大盗墓行动”的组织者，但是本人并未出现。史上最大盜墓活动失利後，張家人分成兩派，而以不信任悶油瓶者佔上風，逐漸分裂。故事中与张家古楼有密切关系，祖父张瑞桐为曾经的张家。
- (2)二月红

老九門中上三門之二，是个有名花旦，唱的是花鼓戏。据说在盗墓的时候可以只靠一根竹棍游走在墓壁上。出名的事蹟是為其夫人贖身及深情。去世時為102歲，九門中最長壽的人。據"老九門番外篇-二月花開"，其名為"紅官"。
- (3)半截李

老九門上三門之三，被打斷腿而有此之稱，為人心狠手辣且多疑。愛慕寡嫂最後娶了她，育有一子。手下均收殘疾之人。
- (4)陳皮阿四

老九門平三門之一，二月紅的徒弟；陳文錦之父。為人相當心狠手辣，擅長以扔擲鐵彈作為擊瞎對手或觸發機關的手段。多年前在一次倒斗時被當地苗族人發現，雙眼因而被砍到半瞎，死於雲頂天宮。
- (5)吳老狗

老九門平三門之二，主角吴邪的爷爷，又稱狗五爺，通过豢养狗，并以狗灵敏嗅觉倒斗而发迹于长沙，曾一度称王，后被骗至散尽家财后消失了一段时间，有「長沙狗王」一稱。
- (6)黑背老六

老九門平三門之三，孤身刀客，號稱「鬧市一路過，沿街落人頭」，老九門中唯一打手出身，為人專情，喜歡青樓出身的白姨。十年浩劫中與紅衛兵發生衝突被擊斃，唯一絕後的一門。
- (7)霍仙姑

老九門下三門之一，又稱七姑娘，老九門中唯一的女性。霍玲的母親，霍秀秀的祖母。和吳邪的爺爺有過一段旧情，後來嫁給政府高官。自霍玲失蹤後，便開始調查西沙考古隊。自1995年後，每年的三月底，都會親自至郵局領取由陳文錦寄出的錄影帶。可以倒掛在樑上睡覺，霍老太太自己解釋，這是他們霍家女人練的軟骨功，從她19歲就開始練了，而現在滿身骨刺，這樣睡反而比較不會痛。在大結局中死於張家古樓。
- (8)齊鐵嘴

老九門下三門之二，以奇門八算名聞天下，盤口雖小，生意卻非常興隆。
- (9)解九爺

老九門下三門之三。九門惟一留學過的知識份子。平均地結交各行各業之人，發展自家勢力。當年是他首先決定向對老九門施壓的那個「它」做出反擊。理性安排子孫未來，連吳老狗及其妻的婚姻也是由他牽線。（見《超好看－九五作媒》一篇）是文中大多数阴谋的起源者。

## 名詞
戰國帛書
記載著秦以前歷史以及文獻的帛書，故事的起源便是吳邪的祖父從長沙的古墓中取出的魯黃帛開始。
鬼钮龙鱼玉玺
傳說中可以用來召喚陰兵的鬼璽，實際用途是进入长白山地底东夏青铜门的钥匙，目前共有两尊，一尊于北京新月饭店拍卖至2亿人民币后被吴邪等人抢走，一尊由霍家老太持有，後交由张起灵。
最后张起灵凭此进入青铜门并将另一个交给吴邪。
蛇眉銅魚
一共有3條，分別被汪藏海放置中國之風水寶地，上面皆用舊女真文記載著東夏王朝的歷史以及長白山天宮的所在地。
做工精細，栩栩如生，因銅魚眼睛上方眉毛為蛇的樣子，而得名。
一條為吳邪在七星魯王宮的收穫，另一條為吳三省在17年前的西沙考古隊事件得到，第三條則是陳皮阿四在數十年前倒斗倒出（他也因此事雙眼殘疾）。目前其中两条都在吴邪手中。
血屍
古墓中最凶險也最兇惡的機關，是由玉俑内未在褪皮时间就被剥下玉俑的活死人变成，比一般的僵尸（文中称为“粽子”）厉害许多，力气极大。目前可以在血屍攻擊之下全身而退的僅有張起靈跟黑瞎子（黑眼鏡）。辨别方法据说是用洛阳铲探查土质，若土中带血则很有可能地下有血尸。
尸蹩
昆虫，尸蹩王有剧毒，在人脑中繁殖。将其封在丹药中有特殊的用途，吃下者可以返老还童，但几十年以后会变成怪物。
禁婆
和血屍一樣都是古墓中最凶險的生物。特色是可宁神的香氣以及一头長髮，怕火。目前主角在西沙海墓以及格爾木療養院皆有遇過禁婆。據陳文錦認為，他們這群考古隊，長保青春的代價就是最後變成禁婆。
西王母国
炎黄时期的奴隶制政权，存在于塔里木盆地的塔木陀中，其中地下的陨石是制造玉俑的材料。
七星魯王宮
吳邪跟三叔一起下的第一個斗，相傳是戰國時代魯殤王的墓。
西沙海墓
20年前西沙考古隊曾經以此為目標，後來在此之後便全數失蹤。主角後來是為了找尋三叔而進入西沙海墓。相傳該海墓為明代風水地理學大家汪藏海的墓。
秦嶺神樹
為一棵埋在秦嶺山谷裡的一棵青銅樹，相傳期其青銅枝有特殊的能力，老癢就是這樣才有了物質化的能力。
雲頂天宮
位於長白丘陵，中國朝鮮交界附近。相傳是東夏后裔万奴王的王陵的所在地，根據蛇眉銅魚內的記載，雲頂天宮是由汪藏海在被東夏人綁架並威脅之下修築的。
格爾木解放軍療養院
原本是一股勢力囚禁西沙考古隊的地區，後來成為吳邪發現陳文錦寄送的錄影帶秘密後前往的地方，也在此發現陳文錦存留的盜墓調查報告，陳文錦也提到從西沙和長白山之後，便是以此為根據地進行更詳盡的調查。并且通过留下线索指引吴邪去蛇沼鬼城。
麒麟竭
一種特殊的植物曬乾製成，年代越久遠效用越大，据传放在尸体的肚脐上可以保持尸身不腐。吃下後身體的血液有特殊的效果，可以驅散斗中以死屍為食的邪物，包括各種蠱蟲以及屍變的生物，故此又稱為寶血。
犼
俗稱為望天吼、朝天吼、蹬龍，傳說是龍王的兒子，有守望習慣。華表柱頂之蹬龍對天咆哮，被視為上傳天意，下達民情。又有文獻記載，觀音菩薩的坐騎即為「朝天犼」。一說犼為麒麟的爺爺，麒麟普遍認為低龍一等，而犼則是以龍為食，屬於食物鏈最頂端。另一說則認為犼屬於魃的一種，也就是高级的僵尸。
九頭蛇柏
主角一行人在七星魯王宮所遇上的植物。一碰觸到這種植物，就會被它長長的藤蔓抓起來倒掛在樹身。這種植物最怕天心岩(當時主角就是把天心岩磨成粉擦在身上，爬上九頭蛇柏，才成功脫出的)。

## 出版書籍

### 中國大陸
| 卷數 | 中国友谊出版公司                                      | 时代文艺出版社                                      | 上海文化出版社                                                                                         |
| ---- | ----------------------------------------------------- | --------------------------------------------------- | --- |
| 1    | 盜墓筆記1：七星魯王宮 2007年1月1日 ISBN 9787505722835 | 不適用                                              | 盜墓筆記1：七星魯王宮 2011年9月 ISBN 9787807407270                                                     |
| 2    | 盜墓筆記2：秦嶺神樹 2007年4月1日 ISBN 9787505723306   | 不適用                                              | 盜墓筆記2：秦嶺神樹 2011年9月 ISBN 9787807407287                                                       |
| 3    | 盜墓筆記3：雲頂天宮 2007年11月1日 ISBN 9787505723856  | 不適用                                              | 盜墓筆記3：雲頂天宮 2011年9月 ISBN 9787807407294                                                       |
| 4    | 盜墓筆記4：蛇沼鬼城 2008年10月1日 ISBN 9787505724778  | 不適用                                              | 盜墓筆記4：蛇沼鬼城 2011年9月 ISBN 9787807407300                                                       |
| 5    | 盜墓筆記5：謎海歸巢 2009年7月1日 ISBN 9787505725508   | 不適用                                              | 盜墓筆記5：謎海歸巢 2011年9月 ISBN 9787807407317                                                       |
| 6    | 盜墓筆記6：陰山古樓 2010年1月1日 ISBN 9787505726444   | 不適用                                              | 盜墓筆記6：陰山古樓 2011年9月 ISBN 9787807407324                                                       |
| 7    | 不適用                                                | 盜墓筆記7：邛籠石影 2010年9月1日 ISBN 9787538731330 | 盜墓筆記7：邛籠石影 2011年9月 ISBN 9787807407331                                                       |
| 8    | 不適用                                                | 不適用                                              | 盜墓筆記8：大結局(上) 2011年12月 ISBN 9787807408017盜墓筆記8：大結局(下) 2011年12月 ISBN 9787807408031 |
| 9    | 不適用                                                | 不適用                                              | |

注：由上海文化出版社出版的盜墓筆記1-7均為修訂版。

### 臺灣
| 卷數           | 標題                         | 普天出版社     | 普天出版社            |                |
| 卷數           | 標題                         | 發售日期       | ISBN                  |                |
| 盜墓筆記第一季 | 盜墓筆記第一季               | 盜墓筆記第一季 | 盜墓筆記第一季        | 盜墓筆記第一季 |
| -------------- | ---------------------------- | -------------- | --------------------- | -------------- |
| 1              | 盜墓筆記之1：七星魯王宮      | 2007年9月17日  | ISBN 978-986-685757-7 |                |
| 2              | 盜墓筆記之2：怒海潛沙        | 2007年9月24日  | ISBN 978-986-685765-2 |                |
| 3              | 盜墓筆記之3：秦嶺神樹        | 2007年10月4日  | ISBN 978-986-685771-3 |                |
| 4              | 盜墓筆記之4：雲頂天宮        | 2007年10月4日  | ISBN 978-986-685772-0 |                |
| 5              | 盜墓筆記之5：雲頂天宮Ⅱ       | 2007年10月29日 | ISBN 978-986-685779-9 |                |
| 6              | 盜墓筆記之6：蛇沼鬼城        | 2007年10月29日 | ISBN 978-986-685780-5 |                |
| 7              | 盜墓筆記之7：蛇沼鬼城 II     | 2008年10月28日 | ISBN 978-986-219024-1 |                |
| 8              | 盜墓筆記之8：蛇沼鬼城 III    | 2008年10月28日 | ISBN 978-986-219025-8 |                |
| 9              | 盜墓筆記之9：蛇沼鬼城Ⅳ       | 2009年6月30日  | ISBN 978-986-219132-3 |                |
| 10             | 盜墓筆記之10：謎海歸巢       | 2009年6月30日  | ISBN 978-986-219131-6 |                |
| 盜墓筆記第二季 |                              |                |                       |                |
| 11             | 盜墓筆記第二季之1：陰山古樓Ⅰ | 2009年12月11日 | ISBN 978-986-219204-7 |                |
| 12             | 盜墓筆記第二季之2：陰山古樓Ⅱ | 2009年12月11日 | ISBN 978-986-219205-4 |                |
| 13             | 盜墓筆記第二季之3：邛籠石影Ⅰ | 2010年9月7日   | ISBN 978-986-219314-3 |                |
| 14             | 盜墓筆記第二季之4：邛籠石影Ⅱ | 2010年9月7日   | ISBN 978-986-219315-0 |                |
| 15             | 盜墓筆記第二季之5：大結局Ⅰ   | 2012年3月26日  | ISBN 978-986-219619-9 |                |
| 16             | 盜墓筆記第二季之6：大結局Ⅱ   | 2012年3月26日  | ISBN 978-986-219620-5 |                |
| 17             | 盜墓筆記第二季之7：大結局Ⅲ   | 2012年4月16日  | ISBN 978-986-219633-5 |                |
| 18             | 盜墓筆記第二季之8：大結局Ⅳ   | 2012年4月16日  | ISBN 978-986-219634-2 |                |

## 衍生产物

### 漫畫作品
漫畫分中式風及美式風，中式風由極東星空工作室趙東及張曉東所畫，而美式風由CASH掌筆

### 电影
- 盜墓筆記 (電影) - 2016年的改編電影

### 电视/网络剧
- 盜墓筆記 (電視劇) - 2015年的改編電視劇
- 沙海-2018年改编的网络剧
- 怒海潛沙&秦嶺神樹-2019年改编的网络剧
- 重啓之極海聽雷 - 又名盜墓筆記重啓之極海聽雷，2020年改編網路劇
- 终极笔记-2020年改编的网络剧
- 云顶天宫-又名盗墓笔记之云顶天宫，2021年改编网络剧

### 番外影视剧
- 沙海番外篇-又名《吴山居事件账》，由多部作品构成
- 重启番外篇-由多部作品构成

### 动画
- 秦岭神树 (动画)，2021年上线的改编自《秦岭神树》篇的动画作品

### 话剧/舞台剧
- 盗墓笔记话剧版，有时亦被称为舞台剧，由多部作品构成。

### 電玩
《盜墓筆記》手機遊戲：由南派三叔正版授權，忠實還原小說情節的手機遊戲。

### 其他相关影视剧
- 爱情公寓 (电影)，2018年上映，此片中运用了大量盗墓笔记元素